# رون ليفينجستون
رون ليفينجستون (بالإنجليزية: Ron Livingston)‏ (و. 1967  م) هو ممثل مسرحي، وممثل أفلام، وممثل تلفزي أمريكي، ولد في سيدار رابيدز.

## التعليم
تعلم في جامعة ييل.

## وصلات خارجية
- رون ليفينجستون على موقع IMDb (الإنجليزية)
- رون ليفينجستون على موقع روتن توميتوز (الإنجليزية)
- رون ليفينجستون على موقع ألو سيني (الفرنسية)
- رون ليفينجستون على موقع ميوزك برينز (الإنجليزية)
- رون ليفينجستون على موقع تيرنر كلاسيك موفيز (الإنجليزية)
- رون ليفينجستون على موقع أول موفي (الإنجليزية)
- رون ليفينجستون على موقع بوكس أوفيس موجو (الإنجليزية)
- رون ليفينجستون على موقع قاعدة بيانات الأفلام السويدية (السويدية)
- رون ليفينجستون على موقع إن إن دي بي (الإنجليزية)
- رون ليفينجستون على موقع قاعدة بيانات الفيلم (الإنجليزية)